# Marion Motin
Pour les articles homonymes, voir Motin.
Marion Motin, née le 26 mai 1981 à St-Lô en Basse-Normandie, est une danseuse et chorégraphe française.

## Biographie
Marion Motin est la sœur de la dessinatrice Margaux Motin.
Elle apprend très tôt la danse classique puis la danse contemporaine. Passionnée par le hip-hop, elle commence à se produire dans la rue, dans les centres commerciaux avec ses amis. Elle fait ainsi partie d'une première compagnie 7e Sens puis Quality Street.
Danseuse professionnelle, elle accompagne sur scène M. Pokora, Shy'm, Madonna (The MDNA Tour en 2012), participe au clip musical de Robbie Williams (Rudebox, 2006) et aux chorégraphies d'Angelin Preljocaj.
En 2009, Marion crée un groupe de danse féminin, Les Swaggers, composé de 7 danseuses,. Elles deviennent vice-championnes de France du concours de danse Hip Hop International,. Elle fait aussi partie du groupe La preuve par 4 avec Nicolas Médéa, Marvin Gofin et Julie Moreau.
Marion Motin devient la chorégraphe des clips et des tournées de Stromae (2013), Christine and the Queens (2014), de la comédie musicale de France Gall et Bruck Dawit Résiste (2015), et de la tournée d'Angèle.
En 2023, elle prépare avec les danseurs de l’Opéra de Paris sa création The Last Call .

## Chorégraphie

### Clips
- 2013 : Papaoutai de Stromae
- 2013 : Tous les mêmes de Stromae
- 2014 : Saint Claude de Christine and the Queens
- 2014 : Christine de Christine and the Queens

### Spectacles
- 2013 : Racine carré, Stromae, tournée
- 2014 : In the middle, tournée[9]
- 2014 : Chaleur humaine, Christine and the Queens, tournée
- 2015 : Résiste, France Gall et Bruck Dawit, Palais des sports de Paris, tournée
- 2018 : Fashion Freak Show, Jean Paul Gaultier, Folies Bergère
- 2019 : Catherine Ringer chante les Rita Mitsouko, Philharmonie de Paris
- 2024 : L'Odyssée de la voix de Mickaël Gregorio[10]

## Filmographie
- 2012 : StreetDance 2 de Max Giwa et Dania Pasquini
- 2019 : Let's Dance, de Ladislas Chollat
- 2020 : La Bonne Épouse de Martin Provost
- 2022 : En attendant Bojangles de Régis Roinsard